# Rdeči Breg (Podvelka)
Rdeči Breg is een plaats in Slovenië en maakt deel uit van de gemeente Podvelka in de NUTS-3-regio Koroška. De plaats telde 83 inwoners op 1 januari 2020.